# Réserve de Sabaloka
La réserve de Sabaloka est une réserve naturelle créé en 1946 au Soudan. Elle fait 1160 km².

## Préservation du site
À cause du changement climatique, d'une intense déforestation et de la pratique de la chasse, les conditions de vie pour la faune sauvage se sont considérablement dégradées. 
La raréfaction de la végétation est notable, de nombreux animaux sont dorénavant absents du site alors que d'autres sont menacés d'extinction.
Des recherches archéologiques ont été menées sur cette zone entre 2013 et 2015. Elles permirent de mieux comprendre comment les communautés préhistoriques vivaient à l'époque sur le site.